# US Open-mesterskabet i herredouble 2015
US Open-mesterskabet i herredouble 2015 er den 135. turnering om US Open-mesterskabet i herredouble. Turneringen er en del af US Open 2015 og bliver spillet i USTA Billie Jean King National Tennis Center i Flushing, Queens, New York City, USA i perioden 2. – 12. september 2015.
Bob og Mike Bryan var forsvarende mestre, men brødrene tabte allerede i første runde til deres landsmænd Steve Johnson og Sam Querrey.
Mesterskabet blev vundet af Pierre-Hugues Herbert og Nicolas Mahut, som dermed vandt deres første grand slam-titel, og som samtidig blev det første rent franske par, der vandt US Open-titlen i herredouble. I finalen besejrede franskmændene Jamie Murray og John Peers med 6-4, 6-4.

## Pengepræmier og ranglistepoint
Den samlede præmiesum til spillerne i herredouble androg US$ 2.463.800 (ekskl. per diem), hvilket var en stigning på 8,4 % i forhold til 2014.
| Resultat                   | Pengepræmier | Pengepræmier | Ændring ift. 2014 | ATP-point |
| Resultat                   | Pr. par      | Total        | Ændring ift. 2014 | ATP-point |
| -------------------------- | ------------ | ------------ | ----------------- | --------- |
| Vinder (1 par)             | $ 570.000    | $ 570.000    | +9,6 %            | 2.000     |
| Finalist (1 par)           | $ 275.000    | $ 275.000    | +10,0 %           | 1.200     |
| Semifinalister (2 par)     | $ 133.150    | $ 266.300    | +7,0 %            | 720       |
| Kvartfinalister (4 par)    | $ 67.675     | $ 270.700    | +9,0 %            | 360       |
| Tabere i 3. runde (8 par)  | $ 35.025     | $ 280.200    | +8,9 %            | 180       |
| Tabere i 2. runde (16 par) | $ 21.700     | $ 347.200    | +8,2 %            | 90        |
| Tabere i 1. runde (32 par) | $ 14.200     | $ 454.400    | +6,2 %            | 0         |
| Samlet præmiesum           | -            | $ 2.463.800  | +8,4 %            | -         |

## Turnering

### Deltagere
Turneringen har deltagelse af 64 par, der er fordelt på:
- 57 direkte kvalificerede par i form af deres ranglisteplacering.
- 7 par, der har modtaget et wild card.

#### Seedede par
De 16 bedst placerede af deltagerne på ATP's verdensrangliste blev seedet:
| Seedning | Spillere                        | Resultat     |
| -------- | ------------------------------- | ------------ |
| 1        | Bob Bryan Mike Bryan            | Første runde |
| 2        | Ivan Dodig Marcelo Melo         | Første runde |
| 3        | Jean-Julien Rojer Horia Tecău   | Kvartfinale  |
| 4        | Marcin Matkowski Nenad Zimonjić | Kvartfinale  |
| 5        | Simone Bolelli Fabio Fognini    | Første runde |
| 6        | Rohan Bopanna Florin Mergea     | Kvartfinale  |
| 7        | Marcel Granollers Marc López    | Tredje runde |
| 8        | Jamie Murray John Peers         | Finale       |

| Seedning | Spillere                             | Resultat     |
| -------- | ------------------------------------ | ------------ |
| 9        | Daniel Nestor Édouard Roger-Vasselin | Tredje runde |
| 10       | Alexander Peya Bruno Soares          | Første runde |
| 11       | Vasek Pospisil Jack Sock             | Første runde |
| 12       | Pierre-Hugues Herbert Nicolas Mahut  | Vinder       |
| 13       | Pablo Cuevas David Marrero           | Første runde |
| 14       | Juan Sebastián Cabal Robert Farah    | Anden runde  |
| 15       | Raven Klaasen Rajeev Ram             | Tredje runde |
| 16       | Feliciano López Maks Mirnyj          | Første runde |

#### Wild cards
Syv par modtog et wild card til turneringen.
| Spiller                          | Resultat     |
| -------------------------------- | ------------ |
| Michael Russell Donald Young     | Tredje runde |
| Denis Kudla Tim Smyczek          | Første runde |
| Sam Groth Lleyton Hewitt         | Anden runde  |
| Taylor Harry Fritz Reilly Opelka | Første runde |
| Julio Peralta Matt Seeberger     | Første runde |
| Bjorn Fratangelo Dennis Novikov  | Første runde |
| Deiton Baughmann Tommy Paul      | Første runde |

### Resultater

#### Kvartfinaler, semifinaler og finale
| Steve Johnson |
| Sam Querrey   |

| Leonardo Mayer |
| João Sousa     |

| Steve Johnson |
| Sam Querrey   |

| Marcin Matkowski |
| Nenad Zimonjić   |

| Jamie Murray |
| John Peers   |

| Jamie Murray |
| John Peers   |

| Jamie Murray |
| John Peers   |

| P. Herbert    |
| Nicolas Mahut |

| P. Herbert    |
| Nicolas Mahut |

| Jean-Julien Rojer |
| Horia Tecău       |

| P. Herbert    |
| Nicolas Mahut |

| Rohan Bopanna |
| Florin Mergea |

| Dominic Inglot   |
| Robert Lindstedt |

| Dominic Inglot   |
| Robert Lindstedt |

#### Første, anden og tredje runde
| Bob Bryan  |
| Mike Bryan |

| Steve Johnson |
| Sam Querrey   |

| Steve Johnson |
| Sam Querrey   |

| Florian Mayer |
| Frank Moser   |

| Leander Paes      |
| Fernando Verdasco |

| Leander Paes      |
| Fernando Verdasco |

| Steve Johnson |
| Sam Querrey   |

| Michael Russell |
| Donald Young    |

| Michael Russell |
| Donald Young    |

| David Goffin  |
| Dominic Thiem |

| Michael Russell |
| Donald Young    |

| Denis Kudla |
| Tim Smyczek |

| J.S. Cabal   |
| Robert Farah |

| J.S. Cabal   |
| Robert Farah |

| Vasek Pospisil |
| Jack Sock      |

| Leonardo Mayer |
| João Sousa     |

| Leonardo Mayer |
| João Sousa     |

| Federico Delbonis  |
| Diego Schwartzmann |

| Federico Delbonis  |
| Diego Schwartzmann |

| Martin Kližan |
| Lukáš Rosol   |

| Leonardo Mayer |
| João Sousa     |

| Sam Groth      |
| Lleyton Hewitt |

| Colin Fleming |
| Treat Huey    |

| Henri Kontinen   |
| Horacio Zeballos |

| Sam Groth      |
| Lleyton Hewitt |

| Colin Fleming |
| Treat Huey    |

| Colin Fleming |
| Treat Huey    |

| Simone Bollelli |
| Fabio Fognini   |

| Marcin Matkowski |
| Nenad Zimonjić   |

| Pablo Carreño Busta |
| G. García-López     |

| Marcin Matkowski |
| Nenad Zimonjić   |

| Jonathan Erlich |
| Artem Sitak     |

| Marco Cecchinato |
| Andreas Seppi    |

| Marco Cecchinato |
| Andreas Seppi    |

| Marcin Matkowski |
| Nenad Zimonjić   |

| Steve Darcis |
| Benoît Paire |

| Raven Klaasen |
| Rajeev Ram    |

| Adrian Mannarino |
| Fabrice Martin   |

| Adrian Mannarino |
| Fabrice Martin   |

| Ričardas Berankis   |
| Tejmuraz Gabasjvili |

| Raven Klaasen |
| Rajeev Ram    |

| Raven Klaasen |
| Rajeev Ram    |

| Alexander Peya |
| Bruno Soares   |

| Philipp Oswald |
| Adil Shamasdin |

| Philipp Oswald |
| Adil Shamasdin |

| Taylor Harry Fritz |
| Reilly Opelka      |

| Marcus Daniell  |
| Jonathan Marray |

| Marcus Daniell  |
| Jonathan Marray |

| Philipp Oswald |
| Adil Shamasdin |

| Santiago Giraldo |
| Rameez Junaid    |

| Jamie Murray |
| John Peers   |

| Julio Peralta  |
| Matt Seeberger |

| Santiago Giraldo |
| Rameez Junaid    |

| Bjorn Fratangelo |
| Dennis Novikov   |

| Jamie Murray |
| John Peers   |

| Jamie Murray |
| John Peers   |

| Marcel Granollers |
| Marc López        |

| Robin Haase   |
| Julian Knowle |

| Marcel Granollers |
| Marc López        |

| Lucas Pouille      |
| Sergij Stakhovskij |

| Lucas Pouille      |
| Sergij Stakhovskij |

| Sergej Betov         |
| Albert Ramos Viñolas |

| Marcel Granollers |
| Marc López        |

| Aljaž Bedene     |
| D. Gimeno-Traver |

| P. Herbert    |
| Nicolas Mahut |

| Mate Pavić    |
| Michael Venus |

| Mate Pavić    |
| Michael Venus |

| Guillermo Durán    |
| V. Estrella Burgos |

| P. Herbert    |
| Nicolas Mahut |

| P. Herbert    |
| Nicolas Mahut |

| Feliciano López |
| Maks Mirnyj     |

| Eric Butorac |
| Scott Lipsky |

| Eric Butorac |
| Scott Lipsky |

| Gilles Müller |
| A. Qureshi    |

| Gilles Müller |
| A. Qureshi    |

| Dušan Lajović  |
| Viktor Troicki |

| Eric Butorac |
| Scott Lipsky |

| František Čermák |
| Jiří Veselý      |

| Jean-Julien Rojer |
| Horia Tecău       |

| Chung Hyeon       |
| Mikhail Kukusjkin |

| František Čermák |
| Jiří Veselý      |

| Andre Begemann |
| Oliver Marach  |

| Jean-Julien Rojer |
| Horia Tecău       |

| Jean-Julien Rojer |
| Horia Tecău       |

| Rohan Bopanna |
| Florin Mergea |

| Austin Krajicek |
| Nicholas Monroe |

| Rohan Bopanna |
| Florin Mergea |

| Mariusz Fyrstenberg |
| Santiago González   |

| Mariusz Fyrstenberg |
| Santiago González   |

| Tomasz Bednarek |
| Jerzy Janowicz  |

| Rohan Bopanna |
| Florin Mergea |

| Jürgen Melzer      |
| Philipp Petzschner |

| Daniel Nestor     |
| É. Roger-Vasselin |

| Jérémy Chardy |
| Łukasz Kubot  |

| Jérémy Chardy |
| Łukasz Kubot  |

| Chris Guccione |
| André Sá       |

| Daniel Nestor     |
| É. Roger-Vasselin |

| Daniel Nestor     |
| É. Roger-Vasselin |

| Pablo Cuevas  |
| David Marrero |

| Tommy Haas     |
| Radek Štěpánek |

| Tommy Haas     |
| Radek Štěpánek |

| Thomaz Bellucci   |
| Marcelo Demoliner |

| Thomaz Bellucci   |
| Marcelo Demoliner |

| Deiton Baughman |
| Tommy Paul      |

| Tommy Haas     |
| Radek Štěpánek |

| Aljaksandr Bury |
| Denis Istomin   |

| Dominic Inglot   |
| Robert Lindstedt |

| Radu Albot       |
| Janko Tipsarević |

| Aljaksandr Bury |
| Denis Istomin   |

| Dominic Inglot   |
| Robert Lindstedt |

| Dominic Inglot   |
| Robert Lindstedt |

| Ivan Dodig   |
| Marcelo Melo |